# Stephen Kosslyn
Stephen Michael Kosslyn (1948) is een Amerikaans psycholoog. Hij is hoogleraar psychologie en hoofd van de afdeling psychologie aan Harvard University. Hij verricht onderzoek op het terrein van psychologie en neurowetenschap en leverde bijdrages aan de ontwikkeling van de cognitieve neurowetenschap.

## Onderzoek
Kosslyn werkt aan onderzoek en theorievorming op het gebied van mentale beeldvorming (mental imagery). Gebruikmakend van specifieke taken en technieken als fMRI stelde hij vast dat zich in de hersenen verschillende netwerken bevinden voor de vorming van voorstellingen van objecten in de ruimte. Volgens hem zou de linkerhersenhelft vooral bijdragen aan de vorming van representaties van abstracte (of algemene) ruimtelijke categorieën (bijvoorbeeld: een kamer met links een stoel, en rechts een tafel, een wijnglas op de tafel en poes onder de tafel, een boek in of buiten de kast). Daarentegen zou de rechterhersenhelft vooral bijdragen aan voorstellingen of representaties  van de precieze locatie van en afstand tussen voorwerpen in de ruimte (bijvoorbeeld de stoel staat dichter bij het raam dan de tafel).

## Publicaties
Kosslyn publiceerde meer dan 250 wetenschappelijke artikelen en schreef meerdere boeken, zoals:  
- 1980, Image and mind.
- 1983, Ghosts in the minds machine.
- 1994, Wet mind met Koenig.
- 1994, Elements of graph design.
- 1994, Image and brain.
- 2006, The case for mental imagery met Thompson en Ganis.
- 2006, Graph design for the eye and mind.

Hij is co-auteur van tekstboeken als:  
- 2000, Psychology: the brain, the person, the world, met Rosenberg (2000, 2004).
- 2006, Psychology in context, met Rosenberg.
- 2006, Cognitive psychology: Mind and brain, met Smith.